# Just Cause 3
Just Cause 3 ist ein Third-Person-Shooter des schwedischen Entwicklers Avalanche Studios. Der Nachfolger des 2010 erschienenen Just Cause 2 wurde am 1. Dezember 2015 von Square Enix für Windows, Xbox One und PlayStation 4 veröffentlicht.
Die Handlung spielt auf der fiktiven Mittelmeerinsel Medici, welche unter der Herrschaft des Diktators General Di Ravello steht. Der Spieler übernimmt die Rolle des bereits aus den beiden Vorgängern bekannten Agenten Rico Rodriguez, welcher Di Ravellos Diktatur stürzen will.

## Spielprinzip

### Allgemein
Just Cause 3 ist wie die beiden Vorgänger ein Third-Person-Shooter mit Open-World-Prinzip.
Die Kartengröße wurde gegenüber dem Vorgänger nicht nennenswert verändert, allerdings bietet sie mehr Vertikalität, was das Erkunden von Höhlen ermöglicht und Gebäude realistischer darstellt.
Greifhaken und Fallschirm aus dem Vorgänger sind mit verbesserter Mechanik wieder enthalten, zusätzlich ist es möglich zu tauchen. Als weiteres Fortbewegungsmittel steht ein Wingsuit zur Verfügung.
Auch das Chaospunktesystem für besonders kreative Zerstörungen unter ungewöhnlichen simulierten physikalischen Bedingungen ist weiterhin vorhanden.
Statt der Prozentanzeige aus Just Cause 2 gibt ein Iconsystem am Bildschirmrand an, was noch zerstört werden kann. Des Weiteren können durch die Befreiung einzelner Dörfer Kirchen und damit Priester freigeschaltet werden. Sofern man von vielen Feinden verfolgt wird, kann der Spieler durch einen Priester befreit werden. Außerdem ist es möglich bereits freigeschaltete Waffen und Fahrzeuge per Rebellenabwurf zu ordern.

### Fahrzeuge und Waffen
Das Spiel enthält Waffen aller Art sowie über 80 verschiedene Fahrzeuge. Der Spieler kann gleichzeitig drei Waffen mit sich führen. Diese sind unterteilt in Primärwaffen (Sturmgewehre, Maschinengewehr und Schrotflinten), Sekundärwaffen (Alle Akimbo: Pistolen, Maschinenpistolen, Revolver und kleine Schrotflinten) und in Spezialwaffen (Raketenwerfer aller Art, Mörser, Scharfschützengewehre und sogenannte HSW-Waffen).
Auf Medici gibt es Fahrzeuge aller Art, darunter Sportwagen, Helikopter und Panzer, die der Spieler entweder stehlen oder sich liefern lassen kann. Es gibt auch Fahrzeuge mit montierten MGs, doch diesmal kann man sich einen Rebellen durch Betätigen der Hupe in das Auto rufen, der dann zur Markierung auf der Karte fährt, während man selber das MG bedient.

## Handlung
Sechs Jahre nach den Ereignissen von Just Cause 2 kehrt der Söldner Rico Rodriguez in sein Heimatland Medici zurück, ein fiktiver Mittelmeer-Inselstaat, der unter die Kontrolle einer Militärdiktatur unter General Sebastiano Di Ravello geraten ist. In dem Bestreben, die Freiheit seines Volkes wiederherzustellen, macht sich Rico an die Seite einer Widerstandsbewegung unter Führung seines ältesten Freundes Mario Frigo, um Di Ravello zu stürzen.
Nachdem er Mario geholfen hat, seine Streitkräfte vor der vollständigen Vernichtung durch das Regime zu retten, vereint sich Rico mit einer anderen alten Verbündeten aus seiner Vergangenheit, Dimah al-Masri. Mit ihrer Hilfe erobern die Rebellen die ehemalige Medici-Hauptstadt Manaea zurück und zerstören das Kraftwerk Vis Electra, ein Symbol der Macht Ravellos. Als Reaktion darauf werden Truppen entsandt, um als Vergeltung die Küstenstadt Costa del Porto zu zerstören, nur um von den Rebellen besiegt zu werden. Dimah und ihr Team informieren Rico und Mario, dass Di Ravello Bavarium abgebaut hat, ein wertvolles Mineral, das nur in Medici gefunden wurde, damit er es zum Aufbau des mächtigsten Arsenals verwenden kann, das die Welt je gesehen hat.
Während er einen experimentellen Scanner für Dimah beschafft, entdeckt Rico, dass sein ehemaliger Kontakt bei der Agency, Tom Sheldon, ebenfalls mit der Rebellion zusammenarbeitet. Da er nicht darauf vertraut, dass Sheldon die Interessen der Rebellen im Auge hat, sabotiert Rico den Scanner, bevor er ihn ihm ausliefert. Mario beauftragt Rico mit der Rettung von Zeno Antithikara, einem Bavarium-Forscher, der vom Regime überlaufen will. Als Reaktion darauf lässt Di Ravello eine seiner neuen Bavarium-Raketen direkt in das Herz des Rebellengebiets, die Provinz Baia, feuern. In letzter Sekunde ist Rico in der Lage, die Rakete manuell von ihrem Kurs abzubringen und auf die Kommandobasis von Di Ravello auf den südlichen Inseln auf der Spitze des Berges Cima Leon aufzuschlagen. Die Rebellen veranstalten eine Feier, bei der Rico mit Wein eintrifft, der aus Di Ravellos Besitz gestohlen wurde.
Einige Monate später schickt das Regime eine kleine Flotte, um Mario und Dimah zu töten, während sie auf See sind. Auf dem Weg zu ihrer Rettung trifft Rico auf Annika und Teo, ein südafrikanisches Schmugglerpaar, die ihren eigenen Krieg gegen Di Ravello führen. Nachdem Mario während des Kampfes eine schwere Verwundung erlitten hat, bietet Annika an, die Rebellion zu unterstützen, im Tausch gegen Ricos Hilfe beim Diebstahl von Di Ravellos Imperatoren, Panzern mit Schutzschilden, die von Bavarium angetrieben werden. Neben der Zerstörung einer Reihe von Panzern hilft Rico den Schmugglern auch bei der Zerstörung der Bavarium-Raffinerien und -Minen des Regimes sowie bei der Erprobung eines experimentellen EMP-Geräts, das mit der Technologie der Imperatoren entwickelt wurde. Allerdings erleiden die Rebellen auf dem Schlachtfeld eine Reihe von Niederlagen, die Rico auf einen Maulwurf in ihren Reihen zurückführt. In dem Bestreben, die Rebellion auszulöschen, befiehlt Di Ravello einen Großangriff auf Marios Versteck an der Küste. Rico versammelt die Rebellen, um die Invasionstruppen zu besiegen und reduziert Di Ravellos Kontrolle auf nur eine Region in Medici, nachdem er einen instabilen Reaktor in einer anderen Kommandozentrale in Corda Dracon gezündet hat.
Rosa Manuela, eine Medici-Politikerin und alte Rivalin Di Ravellos, kehrt aus dem politischen Exil nach Medici zurück, um eine Regierung gegen sein Regime zu bilden. Gleichzeitig wird Zeno als der Maulwurf identifiziert. Mit Hilfe der Schmuggler zerstört Rico einen Zug mit Bavarium für den Export und befreit die Gefangenen, die in den letzten verbliebenen Minen von Di Ravello arbeiten. Zusammen mit Sheldon und Dimah verhindert er auch, dass Di Ravello eine Bavarium-Bombe verkauft, indem er die Bombe im Flugzeug, das sie transportiert, detonieren lässt. Danach befiehlt Di Ravello dem Militär, den von den Rebellen gehaltenen Teil der Mauer anzugreifen, als Ablenkung, um Zeno aus dem Gefängnis zu befreien. Zeno versucht, mit einem Hubschrauber zu fliehen, doch Rico gelingt es, ihn zu töten.
Die Rebellen unternehmen einen letzten Vorstoß, um Di Ravellos Herrschaft zu beenden, indem sie sein Zentralkommando bei Falco Maxime angreifen, wobei Dimah sich opfert, um alle bekannten Informationen über Bavarium auszulöschen. Mit seinen in Unordnung befindlichen Streitkräften konfrontiert Di Ravello Rico in einem aktiven Vulkan und steuert seinen persönlichen Urga-Mstitel-Hubschrauber. Nach der Zerstörung des Hubschraubers hat der Spieler die Wahl, Di Ravello zu erschießen. Entscheidet sich der Spieler dagegen, begeht Di Ravello Selbstmord, indem er sich in eine Lavagrube wirft. Rosa gründet eine neue Republik von Medici und übernimmt das Amt des Präsidenten.

## Entwicklung
Am 11. November 2014 wurde Just Cause 3 offiziell angekündigt. Das Spiel soll jedoch zum Start keinen Mehrspielermodus besitzen, da sich Avalanche auf den Einzelspielermodus konzentrieren wolle. Das Entwicklerstudio könne sich jedoch vorstellen, dem Spiel nachträglich einen Mehrspielermodus zu verleihen. Square Enix’ Cloud-Firma Shinra Technologies deutete an, an einem derartigen Mehrspielermodus zu arbeiten. Konkret äußerte sich Geschäftsführer Jacob Novak jedoch nicht. Es sind jedoch Ranglisten im Einzelspielermodus vorhanden, die den Vergleich mit anderen Spielern, beispielsweise bei Wingsuit-Rennen ermöglichen.
Im Februar 2015 gab Roland Lesterlin, Game Director von Avalanche Studios bekannt, dass das Spiel problemlos offline gespielt werden kann und kein Onlinezwang bestehen wird. Es werden jedoch optionale Online-Community-Funktionen vorhanden sein.

## Veröffentlichung
Das Spiel wurde am 1. Dezember 2015 weltweit für Windows, PlayStation 4 und Xbox One veröffentlicht. Zusätzlich wurde eine Collectors Edition am 12. März 2015 angekündigt, dessen Inhalte durch eine Onlineumfrage ausgewählt wurden. Am 9. Juli 2015 wurden die Inhalte dieser Edition bekanntgegeben; sie wird Fahrzeuge mit Waffen, ein Poster der Insel Medici und ein Artbook enthalten.
Auf der Gamescom 2015 kündigte Square Enix an, dass Käufer der Xbox-One-Version zusätzlich kostenlos den Vorgänger Just Cause 2 für die Xbox 360 erhalten werden. Vorbesteller der Konsolenversionen der Day One Edition werden in der Lage sein an einem Contest teilzunehmen, welcher verschiedene Aufgaben beinhaltet, bei welchen die Spieler Chaospunkte erhalten und somit die Bestenliste erobern können. Der Gewinner des Contests kann zwischen einer echten Insel oder 50.000 US-Dollar als Gewinn wählen. Der Contest soll 90 Tage dauern und am 29. Februar 2016 enden.
In der PC-Version von Just Cause 3 wurden anfangs technische Unzulänglichkeiten entdeckt, die Workarounds notwendig machten. Beispielsweise ließen sich unter Windows 10 – das offiziell nicht als unterstütztes Betriebssystem in den Systemanforderungen genannt wird – erst dann Ordner für Speicherstände erstellen, wenn das Spiel mit Administratorrechten gestartet wurde. Ebenso traten bei Konsolen Probleme auf: Der Ladevorgang des Spiels dauerte auf der PlayStation 4 unverhältnismäßig lang, was nur durch Abschaltung der Konsole und kurzzeitige Trennung vom Stromnetz gelöst werden konnte.
Ebenso sorgte die Informationspolitik rund um die Systemanforderungen für Unmut, denn sie waren nicht korrekt angegeben. Erst eine Woche vor Veröffentlichung aktualisierte Square Enix die Anforderungen.

## Rezeption
Just Cause 3 hat national und international durchschnittliche Bewertungen erhalten. Während das Spielprinzip als unterhaltsam und actionreich beschrieben wurde, gab es Kritik hinsichtlich die niedrigen Framerates, Input-Lags und langen Ladezeiten der Konsolenversionen.